# Сиверек
Сиверек (тур. Siverek) је град у Турској у вилајету Шанлиурфа. Према процени из 2009. у граду је живело 102.856 становника.

## Становништво
Према процени, у граду је 2009. живело 102.856 становника.
| 1990.  | 2000.   |
| ------ | ------- |
| 63.049 | 126.820 |